# Західна єпархія Української православної церкви Канади
Західна єпархія (англ. Western Eparchy) — єпархія Української православної церкви в Канаді. 

## Територія єпархії
Західна єпархія поширює свою юрисдикцію на канадські провінції Альберта і Британська Колумбія, а також північно-західні території. На території Західної єпархії діє близько 60 парафій. Центр єпархії — Едмонтон, кафедральний собор — собор Івана Хрестителя.
Ієрарх єпархії має титул єпископ Едмонтонський і Західної Канади.

## Історія
Західна єпархія була утворена 8 серпня 1951 року, проте залишалася вакантною до 1959 року, коли відбулася хіротонія її першого предстоятеля.
До 2005 року єпископом Едмонтона та Західної Канади був єпископ Іван (Стінка), який був єпископом Едмонтона протягом двадцяти років (з 1985 року). У 2005 році Синод УПЦК призначив його митрополитом Української Православної церкви в Канаді і архієпископом Вінніпега.
23 серпня 2008 Іларіон був призначений єпископом Едмонтона на Соборі УПЦК. Його обрання було підтверджено Вселенським патріархом Константинополя. 26 жовтня 2008 Іларіон був зведений у священний сан в соборі святого Іоанна Хрестителя в Едмонтоні.

## Ієрархи єпархії
- Андрей (Метюк) (1959—1975);
- Борис (Яковкевич) (1975—1984);
- Іван (Стінка) (1985—2005);
- Іларіон (Рудник) (2008—2022).